# Cilazapril
A cilazapril egy piridazin-származék ACE-gátló gyógyszer, melyet magas vérnyomás betegség kezelésére használnak.
A VIII. Magyar Gyógyszerkönyvben  Cilazaprilum     néven hivatalos.  

## Készítmények
- Inhibace (Roche)
- Inhibace plus (cilazapril + HCT) (Roche)